# Morro dos Ingleses
Morro dos Ingleses é um pequeno bairro nobre do distrito da Bela Vista na cidade brasileira de São Paulo, administrado pela Subprefeitura da Sé. Está localizado em uma das regiões mais elevadas da cidade, chamada de Espigão da Paulista.
Compreende a área entre a Avenida Brigadeiro Luís Antônio, a Rua dos Ingleses, a Rua Almirante Marques de Leão, a Alameda Campinas e a Avenida Paulista. Limita-se com os bairros: Jardim Paulista, Bixiga e Bela Vista.

## História
O bairro Morro dos Ingleses, localizado na região central de São Paulo, possui uma história rica e distinta que remonta ao final do século XIX e início do século XX. Esta área, que hoje é conhecida por seus charmosos sobrados e ruas arborizadas, tem suas raízes ligadas à presença de imigrantes ingleses na cidade, como o nome sugere.
O nome "Morro dos Ingleses" advém da presença marcante de britânicos que se estabeleceram na região no final do século XIX. Naquela época, São Paulo estava em plena expansão, atraindo imigrantes de diversas nacionalidades. Os ingleses, em particular, foram atraídos pelas oportunidades de negócios e pelo desenvolvimento das ferrovias, setor em que muitos deles trabalhavam.
De acordo com reportagens do Estadão e da Folha de S. Paulo, os ingleses que se instalaram no bairro contribuíram significativamente para a urbanização e modernização da área. Eles construíram várias residências no estilo vitoriano, muitas das quais ainda existem, conferindo ao bairro um charme europeu único.
Em 1901 imigrantes ingleses e escoceses fundaram o São Paulo Country Club em uma área desabitada do alto do Bixiga. A segregação dos anglo-saxões e a exclusividade do clube fizeram com que populares chamassem a área de Morro dos Ingleses. Após a transferência do centro de lazer ao bairro do Jabaquara a região foi loteada, sendo fundado o bairro.
Hoje em dia, o bairro já não possui a presença inglesa que outrora justificou seu nome. No entanto, no início do século XX, essa influência ainda era visível. Em março de 1901, a revista londrina “The Illustrated Sporting and Dramatic News” publicou fotos do local, que acompanhavam uma carta à redação enviada por Mr. Charles Forbes. O texto, intitulado “Saõ Paulo Golf Club” (com o til na letra errada), descrevia o local como aprazível, situado em uma elevação com vista para a cidade e seus arredores, destacando a vista magnífica em dias claros.
As casas eram projetadas com influências arquitetônicas trazidas da Europa, muitas vezes contando com grandes jardins e detalhes elaborados. A presença desses imigrantes também trouxe um ar cosmopolita à região, influenciando não apenas a arquitetura, mas também a cultura local. Apesar de sua origem aristocrática, o bairro começou a se diversificar ao longo do tempo. Na primeira metade do século XX, o Morro dos Ingleses passou a atrair uma classe média alta que buscava residências próximas ao centro da cidade, mas que ainda oferecessem tranquilidade e uma vista privilegiada.

## Atualidade
Com o passar dos anos, o bairro passou por várias transformações. Durante o período de intensa urbanização de São Paulo, muitos dos antigos casarões foram substituídos por edifícios residenciais. No entanto, o Morro dos Ingleses conseguiu preservar parte significativa de sua história e arquitetura original, o que ainda hoje atrai interessados em história e arquitetura.
Artigos da Folha de S. Paulo ressaltam a importância da preservação do patrimônio histórico do bairro, com esforços sendo feitos tanto por moradores quanto por órgãos de preservação do patrimônio para manter a essência do local. A combinação de prédios modernos com casas históricas faz do bairro um exemplo de como tradição e modernidade podem coexistir.
Trata-se, de forma geral, de um morro que compreende em seu topo um mini-bairro de classe alta com áreas de classe-média no em torno. De ocupação mista, não é tão comercial como sua vizinha, a Consolação. Caracteriza-se arquitetonicamente por unir edifícios modernos com antigos casarões e sobrados históricos em ruas sinuosas com aclives e declives acentuados. Apresenta hotéis, teatros, restaurantes e edifícios de alto-padrão comerciais e residenciais, além do Peak School By Colégio Itatiaia, o Museu dos Óculos Gioconda Giannini, o 17° Cartório de Registro Civil, a sede do Coren-SP, a TV Gazeta e da Faculdade de Comunicação Social Cásper Líbero localizados na Avenida Paulista, e o Teatro Ruth Escobar, o Museu Memória do Bixiga e o Hospital Municipal Infantil Menino Jesus localizados na Rua dos Ingleses.
O bairro é uma "Zona de Valor A", classificação do CRECI, tal como: Morumbi, Jardim América e Moema.